# Maicel Uibo
Maicel Uibo (ur. 27 grudnia 1992 w Põlvie) – estoński lekkoatleta, wieloboista.
W lutym 2017 poślubił mistrzynię olimpijską w biegu na 400 metrów Shaunae Miller-Uibo.

## Osiągnięcia
| Rok  | Impreza                                               | Miejsce        | Konkurencja   | Lokata            | Wynik     |
| ---- | ----------------------------------------------------- | -------------- | ------------- | ----------------- | --------- |
| 2009 | Mistrzostwa świata juniorów młodszych                 | Bressanone     | skok wzwyż    | el. – 19. miejsce | 2,04      |
| 2009 | Letni europejski festiwal młodzieży                   | Tampere        | skok wzwyż    | el. – 14. miejsce | 1,95      |
| 2013 | Młodzieżowe mistrzostwa Europy                        | Tampere        | skok w dal    | el. – 21. miejsce | 7,24      |
| 2013 | Mistrzostwa świata                                    | Moskwa         | dziesięciobój | 19. miejsce       | 7850 pkt. |
| 2015 | Mistrzostwa świata                                    | Pekin          | dziesięciobój | 10. miejsce       | 8245 pkt. |
| 2016 | Igrzyska olimpijskie                                  | Rio de Janeiro | dziesięciobój | 24. miejsce       | 7170 pkt. |
| 2017 | Halowe mistrzostwa Europy                             | Belgrad        | siedmiobój    | –                 | DNF       |
| 2017 | Mistrzostwa świata                                    | Londyn         | dziesięciobój | –                 | DNF       |
| 2018 | Halowe mistrzostwa świata                             | Birmingham     | siedmiobój    | 3. miejsce        | 6265 pkt. |
| 2018 | Mistrzostwa Europy                                    | Berlin         | dziesięciobój | –                 | DNF       |
| 2019 | Superliga drużynowych mistrzostw Europy w wielobojach | Łuck           | dziesięciobój | 2. miejsce        | 8181 pkt. |
| 2019 | Mistrzostwa świata                                    | Doha           | dziesięciobój | 2. miejsce        | 8604 pkt. |
| 2021 | Igrzyska olimpijskie                                  | Tokio          | dziesięciobój | 15. miejsce       | 8037 pkt. |
| 2022 | Mistrzostwa świata                                    | Eugene         | dziesięciobój | 7. miejsce        | 8425 pkt. |
| 2022 | Mistrzostwa Europy                                    | Monachium      | dziesięciobój | 5. miejsce        | 8234 pkt. |
| 2023 | Halowe mistrzostwa Europy                             | Stambuł        | siedmiobój    | –                 | DNF       |

Medalista mistrzostw Estonii, reprezentant kraju w meczach międzypaństwowych. Złoty medalista mistrzostw NCAA.

## Rekordy życiowe
- Dziesięciobój lekkoatletyczny – 8604 pkt. (2019)
- Siedmiobój lekkoatletyczny (hala) – 6265 pkt. (2018)
- Skok wzwyż (stadion) – 2,18 (2015)
- Skok wzwyż (hala) – 2,19 (2022)
- Skok o tyczce – 5,50 (2021)
- Skok w dal – 7,82 (2013)